# Mullinoides
Mullinoides es un género de foraminífero bentónico de la familia Asterigerinatidae, de la superfamilia Asterigerinoidea, del suborden Rotaliina y del orden Rotaliida. Su especie tipo es Mullinoides differens. Su rango cronoestratigráfico abarca el Holoceno.

## Clasificación
Mullinoides incluye a la siguiente especie:
- Mullinoides differens